# 白虎通り

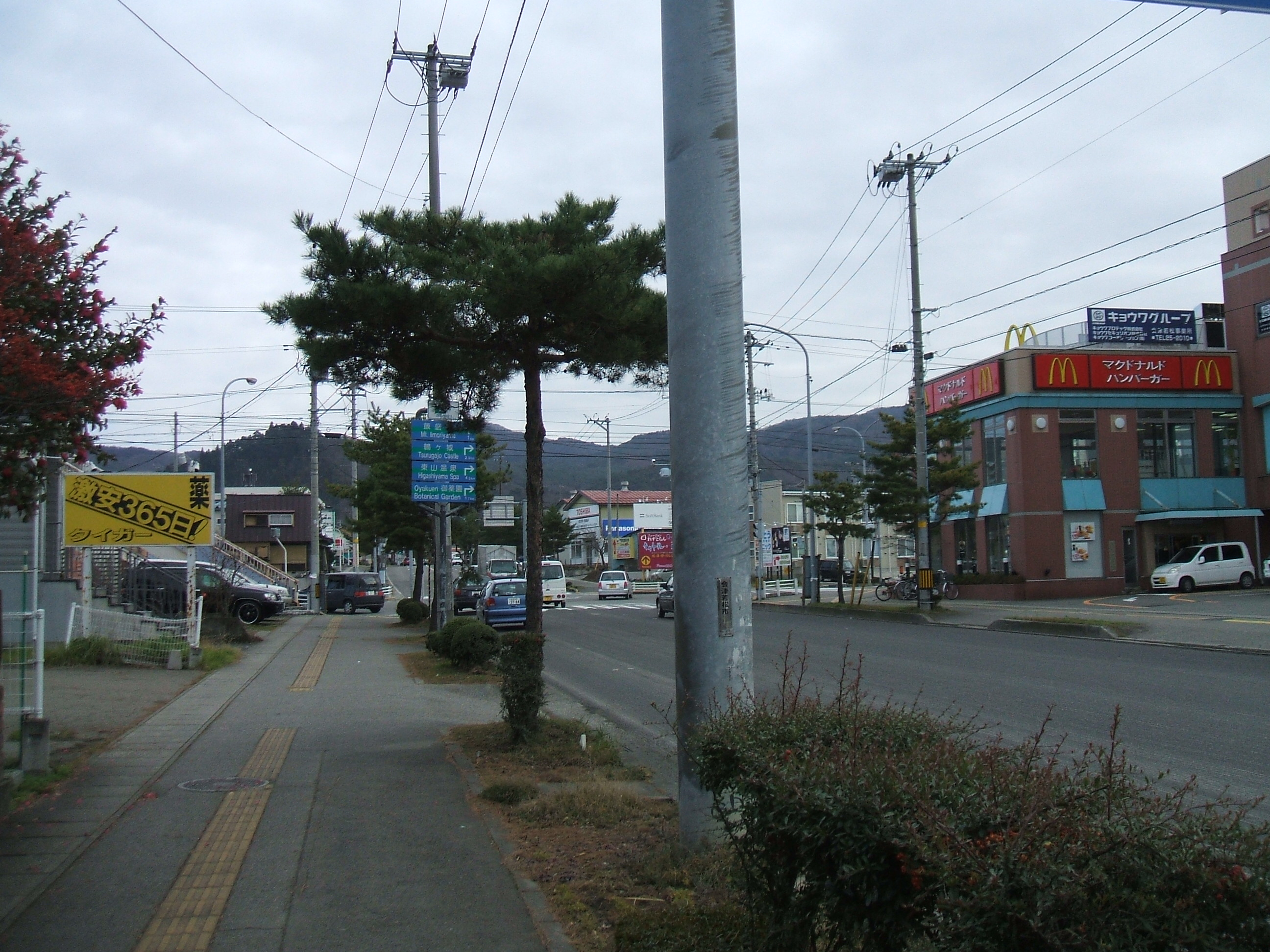
千石通りとの交差点付近

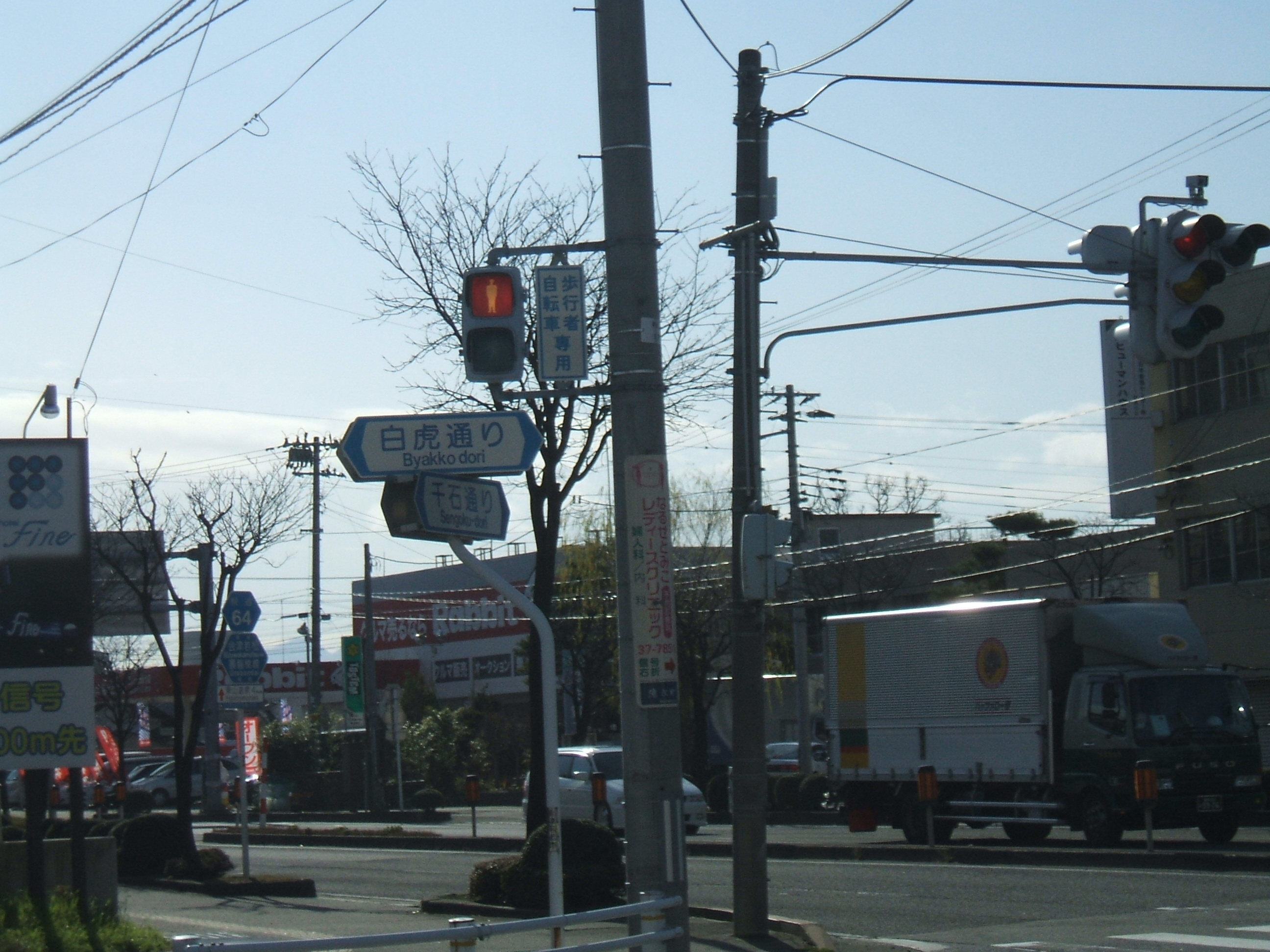
千石通りとの交差点付近
白虎通りを表す標識と千石通りを表す標識が見える

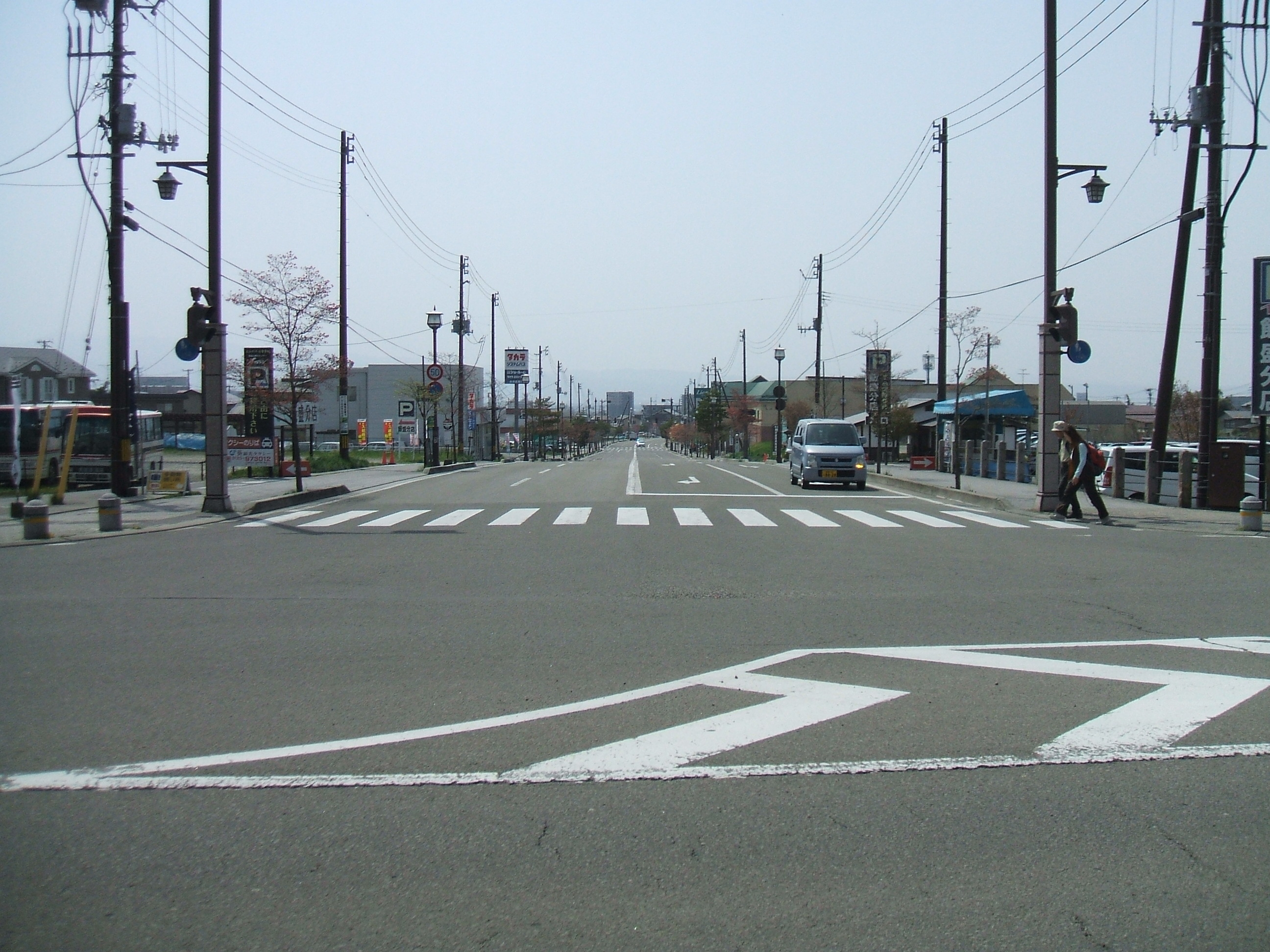
飯盛山入口交差点

白虎通り（びゃっこどおり）は、福島県会津若松市内の通りの愛称。

## 概要
会津若松駅と飯盛山を結ぶ。沿道にはレストラン、スーパーマーケットなどの商業施設があるほか、住宅街も広がる。また、会津若松市内を走る観光向けのバス、「ハイカラさん」もこの通りを経由する。加えて、国道118号、国道121号や千石通り、飯盛山通りをそれぞれ結んでおり、会津若松市は一部を交通バリアフリー基本構想で重点整備の特定区間に指定している。

## 交差する道路など
会津若松駅前から飯盛山方面の順。交差する道路について、特記がない場合は会津若松市道。交差する道路については、左側が下り線側、右側が上り線側。
| 交差する道路/河川                         | 交差する道路/河川                         | 交差点名/橋梁名 | 路線番号        |
| ----------------------------------------- | ----------------------------------------- | --------------- | --------------- |
| 会津若松駅                                |                                           |                 |                 |
| 市街地方面 〈大町通り〉                   | 国道118号、国道121号                      | -               | 国道118号       |
| 国道118号、国道121号 〈中央通り〉         | 国道118号、国道121号方面                  | -               | 国道118号       |
| 会津若松市役所方面                        | 市内白虎町                                | -               | 市道幹I-9号     |
| 市内中央三丁目                            | 市内白虎町                                | -               | 市道幹I-9号     |
| -                                         | 国道49号方面                              | -               | 市道幹I-9号     |
| 市内蚕養町                                | 市内山見町                                | -               | 市道幹I-9号     |
| 福島県道64号会津若松裏磐梯線 〈千石通り〉 | 福島県道64号会津若松裏磐梯線 〈千石通り〉 | -               | 市道幹I-9号     |
| 市内滝沢町                                | 会津大学短期大学部方面                    | -               | 市道幹I-9号     |
| 市街地方面                                | 市内一箕町方面                            | 滝沢東          | 市道幹I-9号     |
| 市内一箕町                                | -                                         | -               | 市道一箕3-429号 |
| 市内一箕町                                | -                                         | -               | 市道一箕3-429号 |
| 市内東山町方面 〈飯盛山通り〉             | 市内一箕町 〈飯盛山通り〉                 | 飯盛山入口      | 市道一箕3-429号 |
| -                                         |                                           |                 |                 |

## 沿線
- 東日本旅客鉄道　磐越西線、只見線 　会津若松駅
- 蚕養国神社
- 飯盛山